# Heberty Fernandes de Andrade
Heberty Fernandes de Andrade (nacido el 29 de agosto de 1988) es un futbolista brasileño que se desempeña como centrocampista.
Jugó para clubes como el Vasco da Gama, Juventus, São Caetano, Thespa Kusatsu, Cerezo Osaka, Vegalta Sendai, Ratchaburi, Al-Shabab y Muangthong United.

## Trayectoria

### Clubes
| Club               | País           | Año         |
| ------------------ | -------------- | ----------- |
| Vasco da Gama      | Brasil         | 2008        |
| Juventus           | Brasil         | 2009        |
| São Caetano        | Brasil         | 2010        |
| Paulista           | Brasil         | 2011        |
| Thespa Kusatsu     | Japón          | 2012        |
| Cerezo Osaka       | Japón          | 2012        |
| Vegalta Sendai     | Japón          | 2013        |
| Ratchaburi         | Tailandia      | 2014 - 2016 |
| Al-Shabab          | Arabia Saudita | 2016        |
| Muangthong United  | Tailandia      | 2017 - 2020 |
| Port               | Tailandia      | 2020        |
| Bangkok United     | Tailandia      | 2020 - 2024 |
| Johor Darul Takzim | Malasia        | 2023 - 2024 |

## Controversia sobre su nacionalidad
En 2015 se nacionalizó timorense con la intención de comenzar a jugar en la selección de fútbol de Timor Oriental, sin embargo al año siguiente se supo que no contaba con ningún documento oficial que probara que, por ascendencia o residencia, guardaba algún tipo de vínculo con el país asiático, motivo por el cual la FIFA no lo autorizó a representar a Timor Oriental. 